# Wagnerina antiqua
Wagnerina antiqua är en loppart som beskrevs av Scalon 1953. Wagnerina antiqua ingår i släktet Wagnerina och familjen mullvadsloppor. Inga underarter finns listade i Catalogue of Life.